# Ludy permskie
Ludy permskie – grupa ludów wspólnego pochodzenia, posługujących się językami permskimi (z rodziny ugrofińskiej). W skład grupy wchodzą dziś tylko dwa narody: Komiacy i Udmurci. W znacznym rozproszeniu zamieszkują północno-wschodni kraniec Europy Wschodniej – południkowy pas wzdłuż zachodnich podnóży Uralu, od wybrzeży Morza Barentsa po środkowy odcinek Kamy, znany niegdyś jako Perm. Komiaków jest obecnie około 0,4 mln, Udmurtów – około 0,6 mln.
Ludy pra-permskie wyodrębniły się w wyniku rozpadu wspólnoty pra-fińskiej na początku I tysiąclecia p.n.e. Pra-Permianie zamieszkiwali wówczas tereny między Wiatką a Kamą. Identyfikuje się ich z archeologiczną kulturą ananińską. Podobieństwo języków komi i udmurckiego nakazuje sądzić, że zamieszkiwali zwarte terytorium. Już wówczas zajmowali się, oprócz myślistwa, także rolnictwem.
Powstanie Bułgarii Wołżańsko-Kamskiej, która objęła ich pierwotne siedziby, spowodowało migrację pra-Permian na północ i na zachód. Przodkowie dzisiejszych Udmurtów osiedlili się nad dolną Kamą i Wiatką, przodkowie Komi – nad górną Kamą, zaś między nimi, nad dopływem Wiatki – Czepcą, znalazł się wymarły dziś lud permski reprezentujący archeologiczną kulturę czepiecką. Udmurci na dłuższy czas znaleźli się w kręgu wpływów bułgarskich, a Komi – ruskich. Od XVI wieku oba narody znajdują się pod władzą rosyjską. W czasach nowożytnych następuje intensywna rosyjska kolonizacja ich siedzib, w wyniku której oba ludy stają się mniejszościami.